# Mandevilla achrestogyne
Mandevilla achrestogyne là một loài thực vật có hoa trong họ La bố ma. Loài này được (Woodson) Woodson mô tả khoa học đầu tiên năm 1933.